# Phyllophaga cushmani
Phyllophaga cushmani är en skalbaggsart som beskrevs av Saylor 1940. Phyllophaga cushmani ingår i släktet Phyllophaga och familjen Melolonthidae. Inga underarter finns listade i Catalogue of Life.